# Mezőkovácsházi Borostyán Camping és Strandfürdő
A Mezőkovácsházi Borostyán Camping és Strandfürdő Mezőkovácsháza város egyik ékköve, a város legnagyobb turisztikai vonzereje. A Kertvárosban található, a Parkerdő szomszédságában, a Mezőkovácsházi köztemető közelében. A fürdőnek jelenleg három medencéje van, egy 10–200 cm mély, 28 °C-os medence és egy kb. 10 cm mély, szintén kb. 28 °C-os gyermekmedence és egy 36-38 Celsius-fokos gyógymedence. Strandröplabda és strandfoci-pályákkal is rendelkezik, emellett hatalmas füves területe, strandbüféi vannak. Legnagyobb rendezvénye a minden év július közepén megrendezett Fürdőfesztivál, amelyen kb. 2-3 ezer ember vesz részt a környék minden részéről; érkeznek vendégek a vármegyéből, de a szomszédos román régiókból, Bulgáriából, Ausztriából, Németországból is.

## Medencék
| Medence        | Típus          | Víz hőmérséklete |
| -------------- | -------------- | ---------------- |
| Gyógymedence   | Részben fedett | 36-38 °C         |
| Gyermekmedence | Nyitott        | 28 °C            |
| Úszómedence    | Nyitott        | 28 °C            |

### Gyógymedence
A gyógymedencében 36-38 °C-os termálvíz van, amelyet 1998-ban Borostyán gyógyvíz néven gyógyvízzé nyilvánítottak. A gyógymedence egy szabálytalan ötszög alakú medence. A medence körben és középen ülőpaddal kialakított, oldalról teljesen, felül részben zárt kialakítású. Kettő zuhanyzója és egy lábmosója van.

### Gyermek medence
A gyermekmedence feszített víztükrű. Termálvíz és hidegvíz keverékével kerül feltöltésre. Kettő zuhanyzója és egy lábmosója van. Mélysége kb. 10 cm, körben ülőpaddal alakították ki.

### Úszómedence
A strandmedence - a gyermekmedencéhez hasonlóan - feszített víztükrű. Termálvíz és hidegvíz keverékével kerül feltöltésre. Jobb és bal oldalán lépcsőn lehet bemenni (ott a mélysége kb. 10 cm), a lépcső mellett korlát is található. Fokozatosan mélyül, legnagyobb mélysége kb. 2 méter. Négy zuhanyzója és kettő lábmosója van.

## Camping
A Camping vendégei korlátlan, ingyenes fürdőhasználatot élveznek. A Campingben lakókocsi-megállóhely van, amely 50 férőhelyes, azaz ennyi normál méretű lakókocsi állhat meg itt. A Campingben többnyire német és osztrák vendégek szoktak tartózkodni, akik több évre érkeznek Mezőkovácsházára, sokan nyugdíjas éveiket töltik itt és a városban is szoktak letelepedni és itt élnek életük végéig. Ők alkotják Mezőkovácsháza harmadik legnagyobb kisebbségét a városban élő eredeti sváb kisebbséggel együtt. A Campingnek 3 apartman szobája van 10 férőhellyel, egy nagy területű, közepesen felszerelt konyhával, mosógéppel és vizesblokkal. A kikapcsolódásra, illetve a sportolásra vágyó emberek számára több ezer négyzetméternyi zöldterület áll rendelkezésre. A Camping alkalmas továbbá ifjúsági rendezvények, baráti összejövetelek és nyári táborok (amelyen a mezőkovácsháziak is részt vesznek) rendezésére.